# افکنه‌ایان
افکنه‌ایان (نام علمی: Brachininae) نام یک زیرخانواده از خانواده سوسک‌های زمینی است.